# Championnat du monde masculin de cyclisme sur route
Le Championnat du monde de cyclisme sur route masculin est le championnat du monde annuel de cyclisme sur route. Il est organisé sous l'égide de l'Union cycliste internationale. Le pays hôte change tous les ans. Le premier championnat du monde est disputé en 1927 au Nürburgring en Allemagne. Il n'a pas été disputé durant la Seconde Guerre mondiale.
Le championnat se déroule sur circuit et a la particularité de voir les coureurs sélectionnés représenter leur pays et courir sous le maillot de l'équipe nationale, contrairement au reste de l'année. À cette occasion un coureur ne dépend donc pas de l'équipe de marque qui l'emploie et pour laquelle il court habituellement, mais de la fédération cycliste de son pays. Le champion du monde porte le maillot arc-en-ciel pendant toute une année, de l'obtention du titre jusqu'à sa remise en jeu.

## Histoire
Le premier championnat du monde professionnel de cyclisme a lieu en 1927 au Nürburgring en Allemagne. La course est remportée par l'Italien Alfredo Binda. L'édition 1931 est disputée sous la forme d'un contre-la-montre individuel de 170 kilomètres. Depuis 1995, la course a été retardée dans le calendrier et se déroule à la fin de la saison européenne, généralement une ou deux semaines après le Tour d'Espagne, en septembre ou octobre. L'événement peut se dérouler sur un parcours plat qui favorise une arrivée au sprint, sur un parcours vallonné qui favorise les puncheurs et plus rarement sur un parcours montagneux, favorables aux grimpeurs. La distance est généralement supérieure à 250 kilomètres.
Dans le passé, un championnat du monde réservé aux amateurs était organisé parallèlement (jusqu'en 1995).
Le championnat du monde professionnel forme la Triple couronne du cyclisme avec le Tour de France et le Tour d'Italie.
Le record de victoires est détenu par cinq coureurs ayant gagné trois fois la course : Alfredo Binda (1927, 1930, 1932), Rik Van Steenbergen (1949, 1956, 1957), Eddy Merckx (1967, 1971, 1974), Óscar Freire (1999, 2001, 2004) et Peter Sagan (2015, 2016 et 2017). Ce dernier est le seul à avoir enchaîné trois titres consécutifs. Alejandro Valverde détient quant à lui le record de podiums (sept médailles : une d'or, deux d'argent et quatre de bronze).
Karel Kaers, vainqueur en 1934 à l'âge de 20 ans 2 mois et 15 jours, est à ce jour le plus jeune champion du monde. Joop Zoetemelk, vainqueur en 1985 à l'âge de 38 ans 8 mois et 29 jours, est à ce jour le champion du monde le plus âgé.
Seuls deux coureurs ont réussi à devenir deux fois champions du monde dans la même ville : Rik van Steenbergen à Copenhague (1949 et 1956) et Óscar Freire à Vérone (1999 et 2004). À douze reprises, un coureur est devenu champion du monde dans son propre pays. La dernière fois, il s'agissait d'Alessandro Ballan à Varèse (2008).

## Podiums

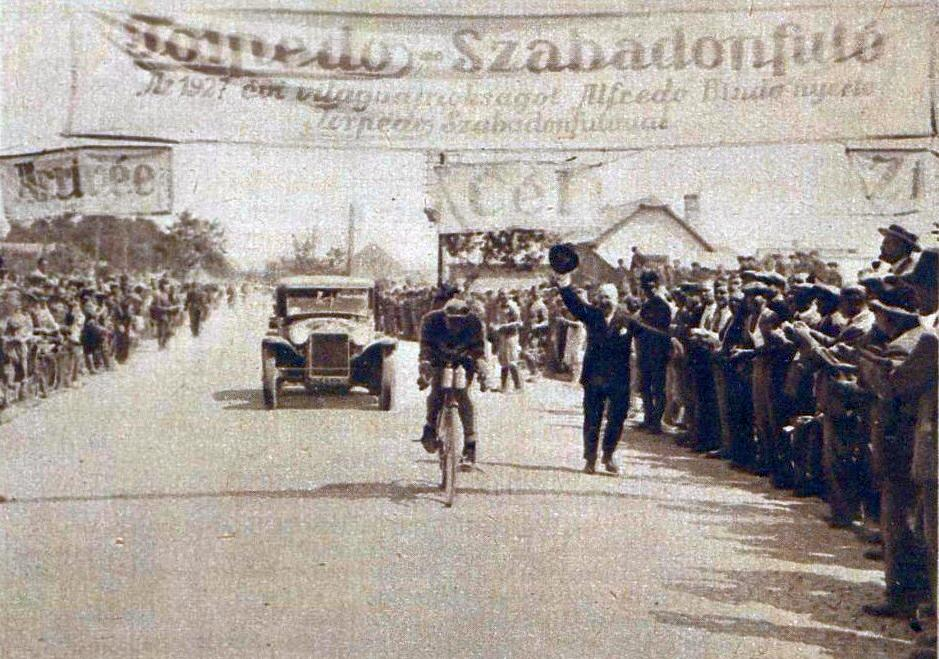
Georges Ronsse, champion du monde sur route professionnel en 1928 à Budapest.

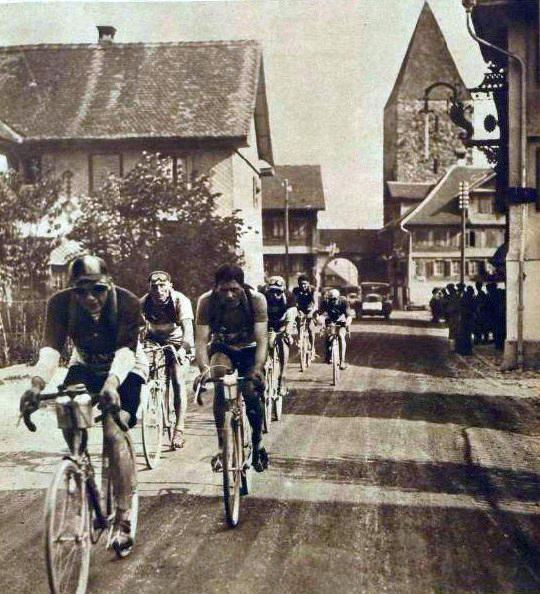
Georges Ronsse, suivi d'Alfredo Binda et de Nicolas Frantz, dans le championnat du monde sur route professionnel, en 1929 à Zurich.

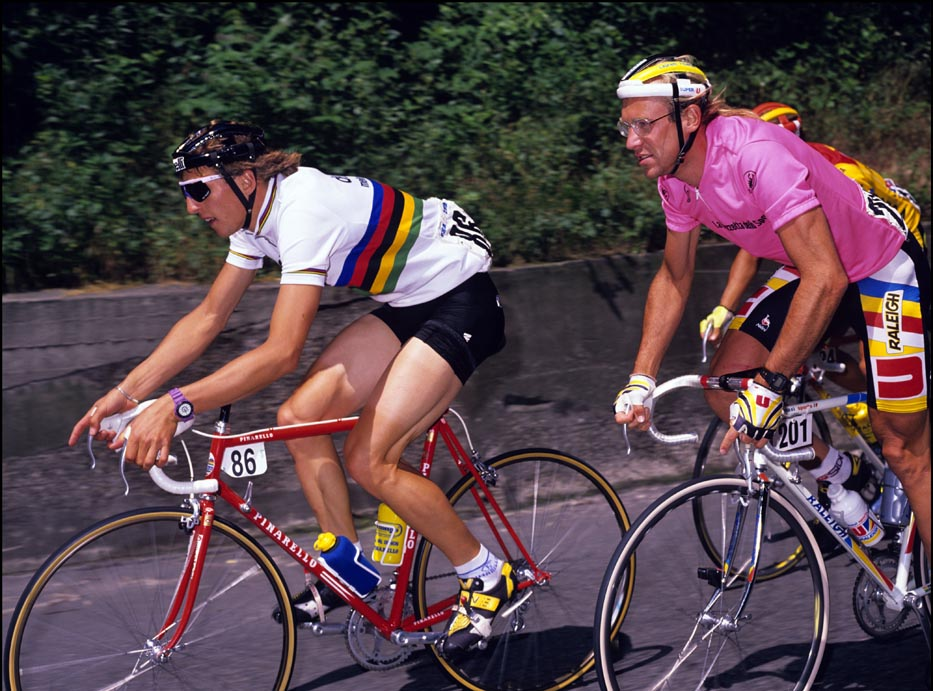
Maurizio Fondriest (à gauche) sur le Tour d'Italie 1989 en tant que champion du monde

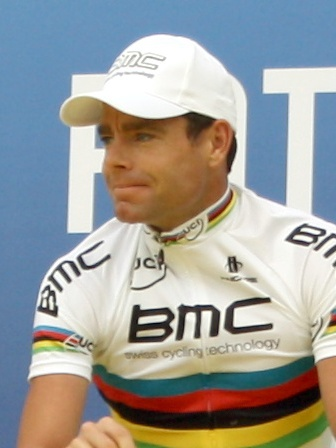
Cadel Evans avec le maillot arc-en-ciel lors du Tour de France 2010

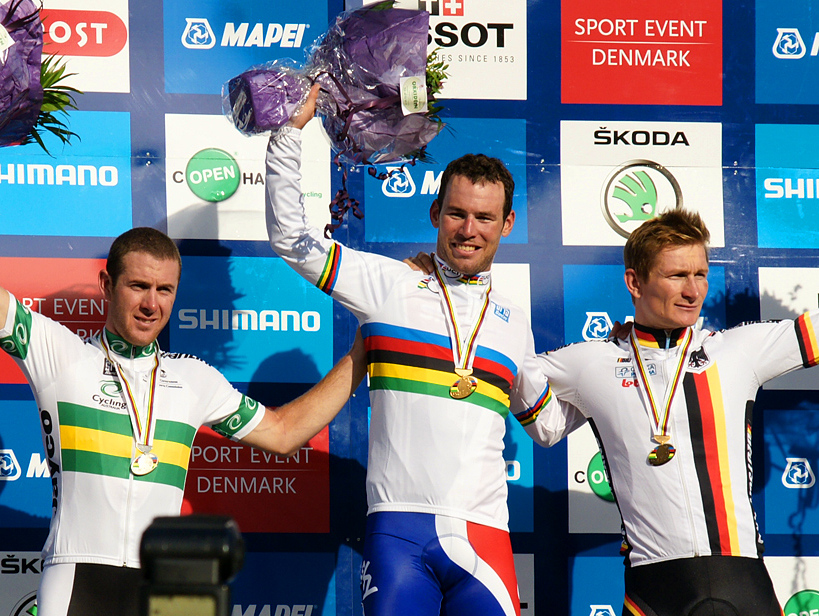
Mark Cavendish (au centre) sacré champion du monde en 2011

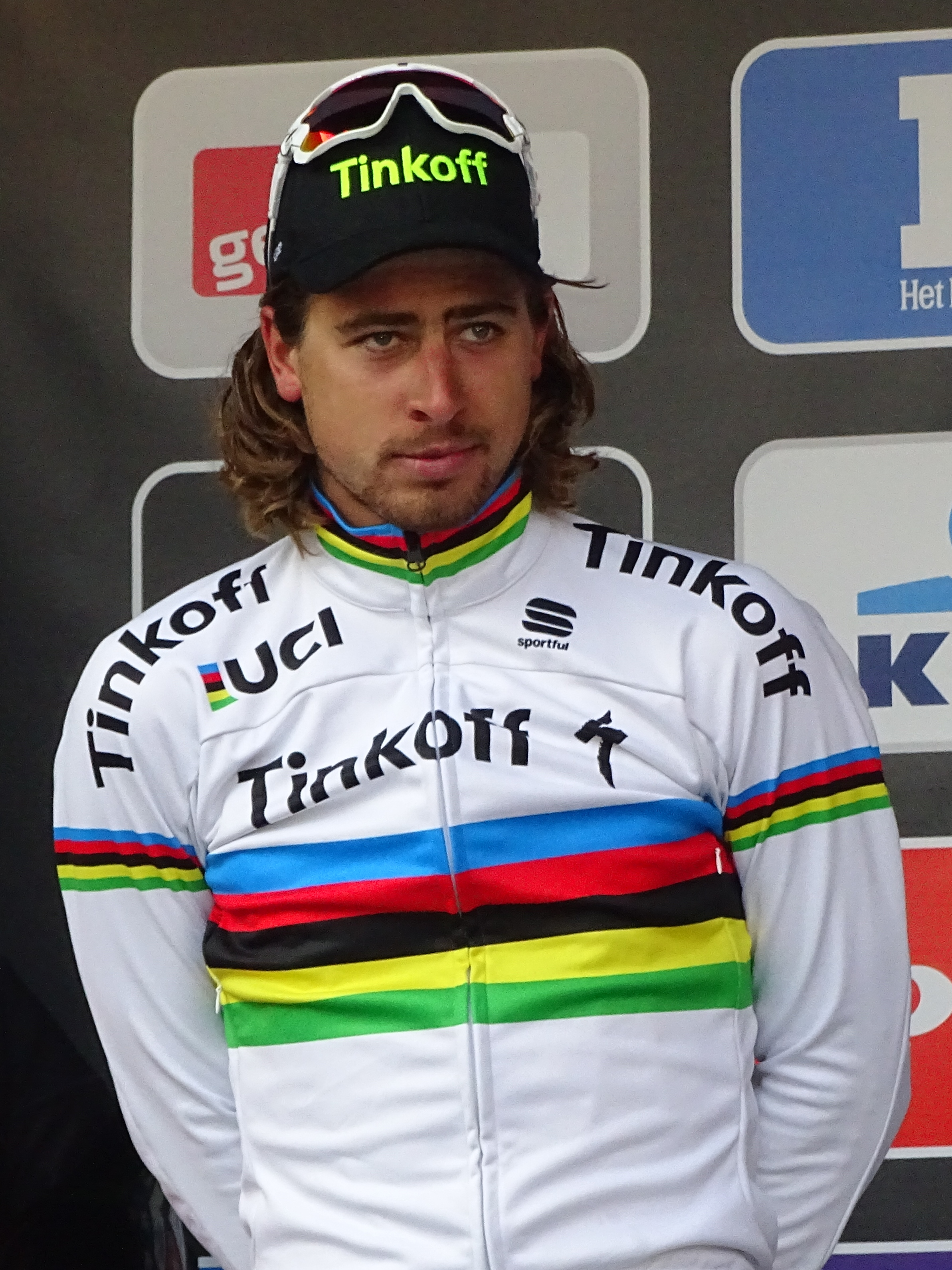
Peter Sagan sacré triple champion du monde consécutivement en 2015, 2016 et 2017, avec sa tunique arc en ciel en 2016.

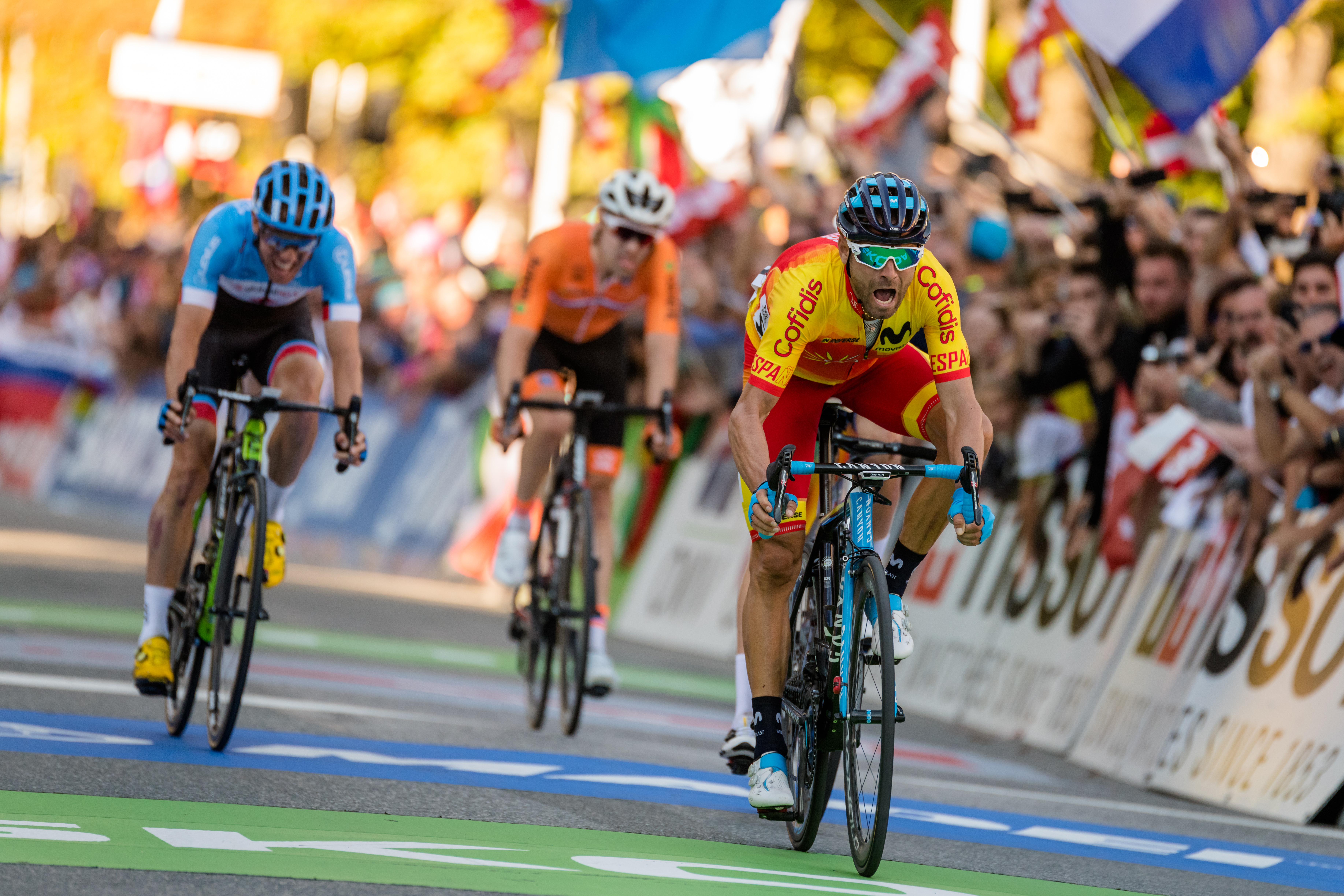
Alejandro Valverde remporte le titre en 2018 à Innsbruck

| Édition                                       | Lieu                           | Or                      | Argent                   | Bronze                   |
| --------------------------------------------- | ------------------------------ | ----------------------- | ------------------------ | ------------------------ |
| 1927                                          | Nürburgring, Allemagne         | Alfredo Binda           | Costante Girardengo      | Domenico Piemontesi      |
| 1928                                          | Budapest, Hongrie              | Georges Ronsse          | Herbert Nebe             | Bruno Wolke              |
| 1929                                          | Zurich, Suisse                 | Georges Ronsse (2)      | Nicolas Frantz           | Alfredo Binda            |
| 1930                                          | Liège, Belgique                | Alfredo Binda (2)       | Learco Guerra            | Georges Ronsse           |
| 1931                                          | Copenhague, Danemark           | Learco Guerra           | Ferdinand Le Drogo       | Albert Büchi             |
| 1932                                          | Rome, Italie                   | Alfredo Binda (3)       | Remo Bertoni             | Nicolas Frantz           |
| 1933                                          | Montlhéry, France              | Georges Speicher        | Antonin Magne            | Marinus Valentijn        |
| 1934                                          | Leipzig, Allemagne             | Karel Kaers             | Learco Guerra            | Gustave Danneels         |
| 1935                                          | Floreffe, Belgique             | Jean Aerts              | Luciano Montero          | Gustave Danneels         |
| 1936                                          | Berne, Suisse                  | Antonin Magne           | Aldo Bini                | Theo Middelkamp          |
| 1937                                          | Copenhague, Danemark           | Éloi Meulenberg         | Emil Kijewski            | Paul Egli                |
| 1938                                          | Fauquemont, Pays-Bas           | Marcel Kint             | Paul Egli                | Léo Amberg               |
| Non disputé durant la Seconde Guerre mondiale |                                |                         |                          |                          |
| 1946                                          | Zurich, Suisse                 | Hans Knecht             | Marcel Kint              | Rik Van Steenbergen      |
| 1947                                          | Reims, France                  | Theo Middelkamp         | Albert Sercu             | Jefke Janssen            |
| 1948                                          | Valkenburg, Pays-Bas           | Albéric Schotte         | Apo Lazaridès            | Lucien Teisseire         |
| 1949                                          | Copenhague, Danemark           | Rik Van Steenbergen     | Ferdi Kübler             | Fausto Coppi             |
| 1950                                          | Moorslede, Belgique            | Albéric Schotte (2)     | Theo Middelkamp          | Ferdi Kübler             |
| 1951                                          | Varèse, Italie                 | Ferdi Kübler            | Fiorenzo Magni           | Antonio Bevilacqua       |
| 1952                                          | Luxembourg, Luxembourg         | Heinz Müller            | Gottfried Weilenmann     | Ludwig Hörmann           |
| 1953                                          | Lugano, Suisse                 | Fausto Coppi            | Germain Derijcke         | Stan Ockers              |
| 1954                                          | Solingen, Allemagne            | Louison Bobet           | Fritz Schär              | Charly Gaul              |
| 1955                                          | Frascati, Italie               | Stan Ockers             | Jean-Pierre Schmitz      | Germain Derijcke         |
| 1956                                          | Ballerup, Danemark             | Rik Van Steenbergen (2) | Rik Van Looy             | Gerrit Schulte           |
| 1957                                          | Waregem, Belgique              | Rik Van Steenbergen (3) | Louison Bobet            | André Darrigade          |
| 1958                                          | Reims, France                  | Ercole Baldini          | Louison Bobet            | André Darrigade          |
| 1959                                          | Zandvoort, Pays-Bas            | André Darrigade         | Michele Gismondi         | Noël Foré                |
| 1960                                          | Sachsenring, Allemagne         | Rik Van Looy            | André Darrigade          | Pino Cerami              |
| 1961                                          | Berne, Suisse                  | Rik Van Looy (2)        | Nino Defilippis          | Raymond Poulidor         |
| 1962                                          | Salo, Italie                   | Jean Stablinski         | Seamus Elliott           | Jos Hoevenaers           |
| 1963                                          | Renaix, Belgique               | Benoni Beheyt           | Rik Van Looy             | Jo de Haan               |
| 1964                                          | Sallanches, France             | Jan Janssen             | Vittorio Adorni          | Raymond Poulidor         |
| 1965                                          | Lasarte, Espagne               | Tom Simpson             | Rudi Altig               | Roger Swerts             |
| 1966                                          | Nürburgring, Allemagne         | Rudi Altig              | Jacques Anquetil         | Raymond Poulidor         |
| 1967                                          | Heerlen, Pays-Bas              | Eddy Merckx             | Jan Janssen              | Ramón Sáez               |
| 1968                                          | Imola, Italie                  | Vittorio Adorni         | Herman Van Springel      | Michele Dancelli         |
| 1969                                          | Zolder, Belgique               | Harm Ottenbros          | Julien Stevens           | Michele Dancelli         |
| 1970                                          | Leicester, Royaume-Uni         | Jean-Pierre Monseré     | Leif Mortensen           | Felice Gimondi           |
| 1971                                          | Mendrisio, Suisse              | Eddy Merckx (2)         | Felice Gimondi           | Cyrille Guimard          |
| 1972                                          | Gap, France                    | Marino Basso            | Franco Bitossi           | Cyrille Guimard          |
| 1973                                          | Montjuich, Espagne             | Felice Gimondi          | Freddy Maertens          | Luis Ocaña               |
| 1974                                          | Montréal, Canada               | Eddy Merckx (3)         | Raymond Poulidor         | Mariano Martinez         |
| 1975                                          | Yvoir, Belgique                | Hennie Kuiper           | Roger De Vlaeminck       | Jean-Pierre Danguillaume |
| 1976                                          | Ostuni, Italie                 | Freddy Maertens         | Francesco Moser          | Constantino Conti        |
| 1977                                          | San Cristóbal, Venezuela       | Francesco Moser         | Dietrich Thurau          | Franco Bitossi           |
| 1978                                          | Nürburgring, Allemagne         | Gerrie Knetemann        | Francesco Moser          | Jørgen Marcussen         |
| 1979                                          | Valkenburg, Pays-Bas           | Jan Raas                | Dietrich Thurau          | Jean-René Bernaudeau     |
| 1980                                          | Sallanches, France             | Bernard Hinault         | Gianbattista Baronchelli | Juan Fernández Martín    |
| 1981                                          | Prague, Tchécoslovaquie        | Freddy Maertens (2)     | Giuseppe Saronni         | Bernard Hinault          |
| 1982                                          | Goodwood, Royaume-Uni          | Giuseppe Saronni        | Greg LeMond              | Sean Kelly               |
| 1983                                          | Altenrhein, Suisse             | Greg LeMond             | Adrie van der Poel       | Stephen Roche            |
| 1984                                          | Barcelone, Espagne             | Claude Criquielion      | Claudio Corti            | Steve Bauer              |
| 1985                                          | Giavera del Montello, Italie   | Joop Zoetemelk          | Greg LeMond              | Moreno Argentin          |
| 1986                                          | Colorado Springs, États-Unis   | Moreno Argentin         | Charly Mottet            | Giuseppe Saronni         |
| 1987                                          | Villach, Autriche              | Stephen Roche           | Moreno Argentin          | Juan Fernández Martín    |
| 1988                                          | Renaix, Belgique               | Maurizio Fondriest      | Martial Gayant           | Juan Fernández Martín    |
| 1989                                          | Chambéry, France               | Greg LeMond (2)         | Dimitri Konyshev         | Sean Kelly               |
| 1990                                          | Utsunomiya, Japon              | Rudy Dhaenens           | Dirk De Wolf             | Gianni Bugno             |
| 1991                                          | Stuttgart, Allemagne           | Gianni Bugno            | Steven Rooks             | Miguel Indurain          |
| 1992                                          | Benidorm, Espagne              | Gianni Bugno (2)        | Laurent Jalabert         | Dimitri Konyshev         |
| 1993                                          | Oslo, Norvège                  | Lance Armstrong         | Miguel Indurain          | Olaf Ludwig              |
| 1994                                          | Agrigente, Italie              | Luc Leblanc             | Claudio Chiappucci       | Richard Virenque         |
| 1995                                          | Duitama, Colombie              | Abraham Olano           | Miguel Indurain          | Marco Pantani            |
| 1996                                          | Lugano, Suisse                 | Johan Museeuw           | Mauro Gianetti           | Michele Bartoli          |
| 1997                                          | Saint-Sébastien, Espagne       | Laurent Brochard        | Bo Hamburger             | Léon van Bon             |
| 1998                                          | Valkenburg, Pays-Bas           | Oscar Camenzind         | Peter Van Petegem        | Michele Bartoli          |
| 1999                                          | Vérone, Italie                 | Óscar Freire            | Markus Zberg             | Jean-Cyril Robin         |
| 2000                                          | Plouay, France                 | Romāns Vainšteins       | Zbigniew Spruch          | Óscar Freire             |
| 2001                                          | Lisbonne, Portugal             | Óscar Freire (2)        | Paolo Bettini            | Andrej Hauptman          |
| 2002                                          | Zolder, Belgique               | Mario Cipollini         | Robbie McEwen            | Erik Zabel               |
| 2003                                          | Hamilton, Canada               | Igor Astarloa           | Alejandro Valverde       | Peter Van Petegem        |
| 2004                                          | Vérone, Italie                 | Óscar Freire (3)        | Erik Zabel               | Luca Paolini             |
| 2005                                          | Madrid, Espagne                | Tom Boonen              | Alejandro Valverde       | Anthony Geslin           |
| 2006                                          | Salzbourg, Autriche            | Paolo Bettini           | Erik Zabel               | Alejandro Valverde       |
| 2007                                          | Stuttgart, Allemagne           | Paolo Bettini (2)       | Alexandr Kolobnev        | Stefan Schumacher        |
| 2008                                          | Varèse, Italie                 | Alessandro Ballan       | Damiano Cunego           | Matti Breschel           |
| 2009                                          | Mendrisio, Suisse              | Cadel Evans             | Alexandr Kolobnev        | Joaquim Rodríguez        |
| 2010                                          | Geelong, Australie             | Thor Hushovd            | Matti Breschel           | Allan Davis              |
| 2011                                          | Copenhague, Danemark           | Mark Cavendish          | Matthew Goss             | André Greipel            |
| 2012                                          | Valkenburg, Pays-Bas           | Philippe Gilbert        | Edvald Boasson Hagen     | Alejandro Valverde       |
| 2013                                          | Florence, Italie               | Rui Costa               | Joaquim Rodríguez        | Alejandro Valverde       |
| 2014                                          | Ponferrada, Espagne            | Michał Kwiatkowski      | Simon Gerrans            | Alejandro Valverde       |
| 2015                                          | Richmond, États-Unis           | Peter Sagan             | Michael Matthews         | Ramunas Navardauskas     |
| 2016                                          | Doha, Qatar                    | Peter Sagan (2)         | Mark Cavendish           | Tom Boonen               |
| 2017                                          | Bergen, Norvège                | Peter Sagan (3)         | Alexander Kristoff       | Michael Matthews         |
| 2018                                          | Innsbruck, Autriche            | Alejandro Valverde      | Romain Bardet            | Michael Woods            |
| 2019                                          | Harrogate, Royaume-Uni         | Mads Pedersen           | Matteo Trentin           | Stefan Küng              |
| 2020                                          | Imola, Italie                  | Julian Alaphilippe      | Wout van Aert            | Marc Hirschi             |
| 2021                                          | Flandre, Belgique              | Julian Alaphilippe (2)  | Dylan van Baarle         | Michael Valgren          |
| 2022                                          | Wollongong, Australie          | Remco Evenepoel         | Christophe Laporte       | Michael Matthews         |
| 2023                                          | Glasgow, Écosse                | Mathieu van der Poel    | Wout van Aert            | Tadej Pogačar            |
| 2024                                          | Zurich, Suisse                 | Tadej Pogačar           | Ben O'Connor             | Mathieu van der Poel     |
| 2025                                          | Kigali, Rwanda                 |                         |                          |                          |
| 2026                                          | Montréal, Canada               |                         |                          |                          |
| 2027                                          | Haute-Savoie, France           |                         |                          |                          |
| 2028                                          | Abou Dabi, Émirats arabes unis |                         |                          |                          |

## Tableau des médailles
| Rang  | Nation           | Or | Argent | Bronze | Total |
| ----- | ---------------- | -- | ------ | ------ | ----- |
| 1     | Belgique         | 27 | 13     | 12     | 52    |
| 2     | Italie           | 19 | 21     | 16     | 56    |
| 3     | France           | 10 | 13     | 15     | 38    |
| 4     | Pays-Bas         | 8  | 5      | 7      | 20    |
| 5     | Espagne          | 6  | 6      | 12     | 24    |
| 6     | Suisse           | 3  | 6      | 6      | 15    |
| 7     | États-Unis       | 3  | 2      | 0      | 5     |
| 8     | Slovaquie        | 3  | 0      | 0      | 3     |
| 9     | Allemagne        | 2  | 7      | 6      | 15    |
| 10    | Royaume-Uni      | 2  | 1      | 0      | 3     |
| 11    | Australie        | 1  | 5      | 3      | 9     |
| 12    | Danemark         | 1  | 3      | 3      | 7     |
| 13    | Norvège          | 1  | 2      | 0      | 3     |
| 14    | Irlande          | 1  | 1      | 3      | 5     |
| 15    | Pologne          | 1  | 1      | 0      | 2     |
| 16    | Slovénie         | 1  | 0      | 2      | 3     |
| 17    | Lettonie         | 1  | 0      | 0      | 1     |
| -     | Portugal         | 1  | 0      | 0      | 1     |
| 19    | Luxembourg       | 0  | 2      | 2      | 4     |
| 20    | Russie           | 0  | 2      | 1      | 3     |
| 21    | Union soviétique | 0  | 1      | 0      | 1     |
| 22    | Canada           | 0  | 0      | 2      | 2     |
| 23    | Lituanie         | 0  | 0      | 1      | 1     |
| Total | Total            | 91 | 91     | 91     | 273   |

| Rang | Nation              | Or | Argent | Bronze | Total |
| ---- | ------------------- | -- | ------ | ------ | ----- |
| 1    | Alfredo Binda       | 3  | 0      | 1      | 4     |
| 1    | Óscar Freire        | 3  | 0      | 1      | 4     |
| 1    | Rik Van Steenbergen | 3  | 0      | 1      | 4     |
| 4    | Eddy Merckx         | 3  | 0      | 0      | 3     |
| 4    | Peter Sagan         | 3  | 0      | 0      | 3     |
| 6    | Greg LeMond         | 2  | 2      | 0      | 4     |
| 6    | Rik Van Looy        | 2  | 2      | 0      | 4     |
| 8    | Freddy Maertens     | 2  | 1      | 0      | 3     |
| 8    | Paolo Bettini       | 2  | 1      | 0      | 3     |
| 10   | Georges Ronsse      | 2  | 0      | 1      | 3     |
| 10   | Gianni Bugno        | 2  | 0      | 1      | 3     |
| 12   | Julian Alaphilippe  | 2  | 0      | 0      | 2     |
| 12   | Albéric Schotte     | 2  | 0      | 0      | 2     |
| 14   | Alejandro Valverde  | 1  | 2      | 4      | 7     |
| 15   | Francesco Moser     | 1  | 2      | 0      | 3     |
| 15   | Learco Guerra       | 1  | 2      | 0      | 3     |
| 15   | Louison Bobet       | 1  | 2      | 0      | 3     |
| 18   | André Darrigade     | 1  | 1      | 2      | 4     |
| 19   | Felice Gimondi      | 1  | 1      | 1      | 3     |
| 19   | Ferdi Kübler        | 1  | 1      | 1      | 3     |
| 19   | Giuseppe Saronni    | 1  | 1      | 1      | 3     |
| 19   | Moreno Argentin     | 1  | 1      | 1      | 3     |
| 19   | Theo Middelkamp     | 1  | 1      | 1      | 3     |

## Statistiques
| Titres | Coureurs            | Années             | Titres consécutifs |
| ------ | ------------------- | ------------------ | ------------------ |
| 3      | Peter Sagan         | 2015, 2016 et 2017 | 3                  |
| 3      | Rik Van Steenbergen | 1949, 1956 et 1957 | 2                  |
| 3      | Alfredo Binda       | 1927, 1930 et 1932 |                    |
| 3      | Eddy Merckx         | 1967, 1971 et 1974 |                    |
| 3      | Óscar Freire        | 1999, 2001 et 2004 |                    |
| 2      | Georges Ronsse      | 1928 et 1929       | 2                  |
| 2      | Rik Van Looy        | 1960 et 1961       | 2                  |
| 2      | Gianni Bugno        | 1991 et 1992       | 2                  |
| 2      | Paolo Bettini       | 2006 et 2007       | 2                  |
| 2      | Julian Alaphilippe  | 2020 et 2021       | 2                  |
| 2      | Albéric Schotte     | 1948 et 1950       |                    |
| 2      | Freddy Maertens     | 1976 et 1981       |                    |
| 2      | Greg LeMond         | 1983 et 1989       |                    |

| Coureurs                        | Date de naissance               | Date du titre                   | Âge                             |
| Champions du monde avant 23 ans | Champions du monde avant 23 ans | Champions du monde avant 23 ans | Champions du monde avant 23 ans |
| ------------------------------- | ------------------------------- | ------------------------------- | ------------------------------- |
| Karel Kaers                     | 3 juin 1914                     | 18 août 1934                    | 20 ans 2 mois et 15 jours       |
| Jean-Pierre Monseré             | 8 septembre 1948                | 15 août 1970                    | 21 ans 11 mois et 6 jours       |
| Lance Armstrong                 | 18 septembre 1971               | 29 août 1993                    | 21 ans 11 mois et 9 jours       |
| Greg LeMond                     | 26 juin 1961                    | 4 septembre 1983                | 22 ans 2 mois et 8 jours        |
| Eddy Merckx                     | 17 juin 1945                    | 3 septembre 1967                | 22 ans 2 mois et 16 jours       |
| Georges Ronsse                  | 4 mars 1906                     | 16 août 1928                    | 22 ans 5 mois et 12 jours       |
| Remco Evenepoel                 | 25 janvier 2000                 | 25 septembre 2022               | 22 ans et 8 mois                |
| Champions du monde après 35 ans |                                 |                                 |                                 |
| Mario Cipollini                 | 23 mars 1967                    | 13 octobre 2002                 | 35 ans 6 mois et 21 jours       |
| Stan Ockers                     | 3 février 1920                  | 28 août 1955                    | 35 ans 6 mois et 25 jours       |
| Alejandro Valverde              | 25 avril 1980                   | 30 septembre 2018               | 38 ans 5 mois et 5 jours        |
| Joop Zoetemelk                  | 3 décembre 1946                 | 1er septembre 1985              | 38 ans 8 mois et 29 jours       |

| Coureurs           | Podiums consécutifs | Années                                      |
| ------------------ | ------------------- | ------------------------------------------- |
| André Darrigade    | 4                   | 1957 (3e), 1958 (3e), 1959 (1er), 1960 (2e) |
| Gianni Bugno       | 3                   | 1990 (3e), 1991 (1er), 1992 (1er)           |
| Óscar Freire       | 3                   | 1999 (1er), 2000 (3e), 2001 (1er)           |
| Georges Ronsse     | 3                   | 1928 (1er), 1929 (1er), 1930 (3e)           |
| Francesco Moser    | 3                   | 1976 (2e), 1977 (1er), 1978 (2e)            |
| Moreno Argentin    | 3                   | 1985 (3e), 1986 (1er), 1987 (2e)            |
| Ferdi Kübler       | 3                   | 1949 (2e), 1950 (3e), 1951 (1er)            |
| Alejandro Valverde | 3                   | 2012 (3e), 2013 (3e), 2014 (3e)             |
| Peter Sagan        | 3                   | 2015 (1er), 2016 (1er), 2017 (1er)          |